# Gondreville (Oise)
Gondreville è un comune francese di 242 abitanti situato nel dipartimento dell'Oise della regione dell'Alta Francia.

## Società

### Evoluzione demografica
Abitanti censiti